# (16960) 1998 QS52
1998 كيو أس 52 (ويعرف أيضًا باسم (16960) 1998 كيو أس 52 وفق تسمية الكوكب الصغير) (بالإنجليزية: 1998 QS52)‏ هو كويكب ضمن حزام الكويكبات؛ وترتيبه 16960 من حيث الاكتشاف. اكتُشف هذا الجُرم الفلكي بواسطة بحث لنكولن عن الكويكبات القريبة من الأرض في 25 أغسطس 1998.

## وصلات خارجية
- (16960) 1998 QS52 في قاعدة بيانات مختبر الدفع النفاث لأجرام النظام الشمسي الصغيرة

- الاكتشاف · مخطط المدار ·  العناصر المدارية · المعلمات المادية

- (16960) 1998 QS52 على موقع ويكي سكاي: DSS2, SDSS, GALEX, IRAS, Hydrogen α, X-Ray, Astrophoto, Sky Map, Articles and images